# Andy Najar
Andy Najar (Choluteca, 16 maart 1993) is een Hondurees voetballer met een Amerikaans paspoort. Hij is een flankaanvaller.

## Clubcarrière

### D.C. United
Andy Najar sloot zich in 2008 aan bij de jeugdopleiding van D.C. United. Twee jaar later maakte de Hondurees de overstap naar het eerste elftal. Op 27 maart 2010 maakte Najar tegen Kansas City zijn debuut op het hoogste niveau. Nadien groeide hij uit tot een vaste waarde bij de Amerikaanse club.

### RSC Anderlecht
In december 2012 mocht Najar mee op stage met RSC Anderlecht. Hij speelde mee tijdens vriendschappelijke wedstrijden en kon de technische staf overtuigen. Op 30 januari 2013 tekende hij een contract voor drieënhalf jaar. Anderlecht betaalde circa één miljoen euro voor Najar. Hij is de derde Hondurees in de geschiedenis van de club, na Víctor Bernárdez en Mario Roberto Martínez.
Op 2 augustus 2013 maakte Najar tegen Cercle Brugge zijn officieel debuut voor Anderlecht. Hij mocht na 77 minuten invallen voor Massimo Bruno. Op 10 november 2013 mocht hij voor het eerst in het basiselftal starten tegen KRC Genk. Hij depanneerde als rechtsachter. Op 29 april 2014 tekende Najar een nieuw contract dat hem tot 2018 aan de Brusselaars bindt. In mei 2017 werd zijn contract opnieuw verlengd, ditmaal tot 2020. Op 11 mei 2020 is er bekendgemaakt dat Najar Anderlecht verlaat sinds 7 jaar en gaat spelen voor Los Angeles FC.

### Los Angeles FC
Op 11 mei werd er bekendgemaakt dat Najar een contract heeft getekend bij Los Angeles FC.

## Clubstatistieken
| Seizoen | Club           | Competitie          | Competitie | Competitie | Beker | Beker | Internationaal | Internationaal | Totaal | Totaal |
| Seizoen | Club           | Competitie          | Wed.       | Dlp.       | Wed.  | Dlp.  | Wed.           | Dlp.           | Wed.   | Dlp.   |
| ------- | -------------- | ------------------- | ---------- | ---------- | ----- | ----- | -------------- | -------------- | ------ | ------ |
| 2010    | D.C. United    | Major League Soccer | 26         | 5          | 2     | 0     | 0              | 0              | 28     | 5      |
| 2011    | D.C. United    | Major League Soccer | 31         | 5          | 0     | 0     | 0              | 0              | 31     | 5      |
| 2012    | D.C. United    | Major League Soccer | 26         | 0          | 2     | 0     | 0              | 0              | 28     | 0      |
| 2012/13 | RSC Anderlecht | Eerste klasse A     | 0          | 0          | 0     | 0     | 0              | 0              | 0      | 0      |
| 2013/14 | RSC Anderlecht | Eerste klasse A     | 25         | 3          | 1     | 0     | 1              | 0              | 27     | 3      |
| 2014/15 | RSC Anderlecht | Eerste klasse A     | 35         | 6          | 5     | 1     | 7              | 1              | 47     | 8      |
| 2015/16 | RSC Anderlecht | Eerste klasse A     | 27         | 2          | 2     | 0     | 9              | 1              | 38     | 3      |
| 2016/17 | RSC Anderlecht | Eerste klasse A     | 9          | 0          | 1     | 0     | 5              | 0              | 15     | 0      |
| 2017/18 | RSC Anderlecht | Eerste klasse A     | 5          | 0          | 0     | 0     | 1              | 0              | 6      | 0      |
| 2018/19 | RSC Anderlecht | Eerste klasse A     | 25         | 0          | 1     | 0     | 4              | 0              | 30     | 0      |
| 2019/20 | RSC Anderlecht | Eerste klasse A     | 0          | 0          | 0     | 0     | 0              | 0              | 0      | 0      |
| Totaal  | Totaal         | Totaal              | 209        | 21         | 14    | 1     | 27             | 2              | 250    | 24     |

## Interlandcarrière
Najar maakte zijn debuut in het Hondurees voetbalelftal op 3 september 2011 tegen Colombia. In 2012 nam hij met het elftal onder 23 jaar deel aan de Olympische Spelen in Londen. Een jaar later bereikte hij met Honduras de halve finale van de CONCACAF Gold Cup 2013. Najar had een aandeel in het bereiken van de halve finale van het toernooi, daar hij in de kwartfinale tegen Costa Rica het enige doelpunt van het duel maakte. In maart 2015 maakte Najar twee doelpunten in een play-offwedstrijd voor deelname aan de CONCACAF Gold Cup 2015 tegen Frans-Guyana (eindstand 3–0, 4–3 over twee wedstrijden). Honduras kwalificeerde zich voor het toernooi en bondscoach Jorge Luis Pinto nam in juli 2015 Najar op in de selectie voor de Gold Cup. In de tweede groepswedstrijd tegen Panama, gespeeld op 10 juli, maakte hij in de 81ste minuut de gelijkmaker (eindstand 1–1).

## Erelijst

### Individueel
- MLS Rookie of the Year: 2010
- Anderlecht Speler van het Seizoen: 2015-16, 2016-17[3][4]

### Clubs
- Kampioen van België - 2013, 2014, 2017
- Belgische Supercup - 2013, 2014, 2017

1 López ·
2 O. Chávez ·
3 Figueroa ·
4 Montes ·
5 Bernárdez ·
6 J. García ·
7 Izaguirre ·
8 W. Palacios ·
9 J. Palacios ·
10 M. Martínez ·
11 Bengtson ·
12 Delgado ·
13 Costly ·
14 Ó. García ·
15 Espinoza ·
16 R. Martínez ·
17 M. Chávez ·
18 Valladares ·
19 Garrido ·
20 Claros ·
21 Najar ·
22 Escober ·
23 Beckeles ·
Coach: Luis Fernando Suárez